# Mille strade aperte
Mille strade aperte (Mille chemins ouverts) è un romanzo di Julien Green pubblicato in Francia nel 1964. Costituisce il secondo volume dell'autobiografia dell'autore.
È stato tradotto in tedesco, spagnolo, polacco, inglese.
Il libro è uscito in italiano nel 1968 nella traduzione di Marina Valente.

## Trama
Denominato romanzo, costituisce il secondo volume dell'Autobiografia di Julien Green. Il libro precedente è Partire prima di giorno.
Sono trattati gli anni 1917, 1918 e 1919. Le vicende si svolgono in molti luoghi d'Europa, a Parigi, sul fronte di guerra delle Argonne, nella Germania del Sud, in Italia, (Roma, Genova, Treviso) e per finire nel Mediterraneo e sull'Atlantico con arrivo in vista della costa degli Stati Uniti.

## Tematiche
Julien Green, arruolatosi nell'Esercito degli Stati Uniti, all'inizio del racconto ha meno di 17 anni e la sua posizione non è esattamente regolare. Questo comporterà una serie di cambiamenti di assegnazione, sebbene sempre come addetto alle ambulanze della Croce Rossa. Non mancano gli intermezzi passati in famiglia, sia col padre a Parigi, sia presso una sorella in Italia. Tali continui spostamenti sono sintomatici dei problemi interiori del giovanissimo, che stenta ad accettarsi e maturare e sembra rispondere con l'allontanamento ai vari ostacoli della vita. I fili conduttori del racconto si possono riassumere come segue:
- Cattolicesimo e Protestantesimo - Da poco convertito alla confessione Cattolica, il ragazzo è catapultato in mezzo a giovani americani, in genere protestanti, ma anche ebrei. Egli non osa esprimersi per paura dei compagni, paura del tutto infondata. Nessuno lo provoca, se non per pochi istanti e molto raramente. Perciò è solo il suo disagio con la nuova religione che gli fa assumere atteggiamenti umbratili e lo porta a seguire i suoi doveri di cattolico in modo saltuario e tormentato.[6]
- Instabilità emotiva e rifiuto della sessualità - Green si sente lontanissimo dai compagni d'armi, arrivando a dire che essi sono tutti Yankee, mentre lui è il solo del Sud. Ma non può nascondersi che accanto alla repulsione, c'è l'attrazione per la virilità sana di alcuni di essi. Deciso a mantenersi vergine, non si mischia ad avventure con donne, se non della massima innocenza, e tiene a bada quella specie di altro io che lo fa fremere per ragazzi ritenuti per principio odiosi
- Morte di una sorella - Mentre è in Italia, sul fronte del Piave, Julien apprende la morte della sorella Retta, di 22 anni, quella che lo precedeva per età. La giovane era rimasta protestante ed ebbe un funerale illustre, al quale Julien non può assistere e che gli viene raccontato nelle lettere del padre. Retta è stata insignita di un'importante decorazione, per il suo servizio nelle Forze Armate americane in Francia. Troppo giovane per comprendere subito la portata di questa scomparsa, Green non dice nulla a compagni e superiori, sempre nell'idea che non importi agli altri ciò che gli capita.
- Disillusioni religiose - Green sembrava destinato alla vita monastica. Nel corso del libro, tale idea si allontana dal giovane, togliendogli un notevole peso dalle spalle, ma facendolo ulteriormente dubitare in materia di fede.
- La cugina Sarah - Questo nuovo personaggio appare circa alla fine del libro. Eppure c'era sempre stata, poiché era arrivata in casa Green nel 1910 a nove anni, orfana.[7] Dopo la morte della sorella Retta, ecco che Sarah, con un carattere allegro e festoso, assume un posto di rilievo accanto al cugino Julien. E i due partiranno insieme per l'America, come si vedrà.

## Conclusione
La guerra finisce, Julien torna a casa, ma non ha idee per il suo futuro. Due fatti intervengono a definire il destino del giovane: la Croce Rossa mette a disposizione un rimpatrio gratuito per i suoi ecx arruolati e, contemporaneamente, uno zio in Virginia si offre di ospitare Julien per gli studi universitari. Anche Sarah può avvalersi del rimpatrio, avendo a sua volta servito all'ospedale americano a Parigi. Il padre decide che la nipote (Sarah) torni negli Stati Uniti, assieme a Julien. Così i due si imbarcano e Sarah è sempre in mezzo alle feste, mentre Julien sente attenuarsi la sua solitudine nel viaggio per mare. E, con trepidazione, vedrà all'orizzonte, per la prima volta in vita sua, il suolo della terra che i suoi genitori avevano tanto amato.

## Edizioni in italiano
- J. Green, Mille strade aperte, trad. di Marina Valente, ed. Rizzoli, Milano 1968;